# Litoria capitula
Litoria capitula (tên tiếng Anh: Samlakki Tree Frog) là một loài ếch thuộc họ Pelodryadidae.
Đây là loài đặc hữu của Indonesia.
Môi trường sống tự nhiên của chúng là rừng khô nhiệt đới hoặc cận nhiệt đới.